# Réal Caouette
Pour les articles homonymes, voir Caouette.
 (avril 2025).
Si vous disposez d'ouvrages ou d'articles de référence ou si vous connaissez des sites web de qualité traitant du thème abordé ici, merci de compléter l'article en donnant les références utiles à sa vérifiabilité et en les liant à la section « Notes et références ».
Joseph-David-Réal Caouette, né le 26 septembre 1917 à Amos au Québec et mort le 16 décembre 1976 à Ottawa, à l'âge de 59 ans, est un garagiste et homme politique canadien. Il évolue toute sa vie sur la scène politique fédérale et a été le chef du mouvement créditiste québécois pendant près de 20 ans.

## Biographie
Caouette se convertit à la théorie du crédit social en 1939. D'abord élu député à la Chambre des communes du Canada sous la bannière de l'Union des électeurs lors d'une élection partielle en 1946, dans la circonscription de Pontiac, il siège avec le Parti Crédit social une fois élu. Lors de l'élection de 1949, il est défait ; il est candidat à élection de 1953, élection de 1957 et élection de 1958, mais sans succès à chaque fois. En 1958, il rompt avec les fondateurs de l'Union des électeurs, Louis Even et Gilberte Côté-Mercier, et se joint au Parti Crédit social, devenant le chef incontesté des créditistes au Québec.
Caouette allie les théories créditistes au conservatisme social et un fort nationalisme québécois. Chef populiste et orateur charismatique, Caouette exerce un grand attrait sur ceux qui se sentent exclus par les institutions financières, les hommes politiques traditionnels et les élitistes intellectuels.
En 1961, il est candidat à la chefferie du Parti Crédit social, mais il est battu par Robert N. Thompson, un député créditiste de l'Alberta. Certains croient que Caouette a réellement gagné mais que l'aile albertaine du parti aurait mis son veto. Le premier ministre albertain Ernest Manning avait déclaré que sa province n'accepterait jamais un catholique francophone comme chef du parti.
Lors de l'élection fédérale de 1962, le Crédit social remporte 26 sièges au Québec. Caouette est élu aux communes en tant que député de Villeneuve, une circonscription qu'il conserve pour le reste de sa vie (elle est renommée en Témiscamingue en 1966). Le parti ne remporte que quatre sièges dans le reste du Canada, obligeant Thompson à nommer Caouette au titre de chef adjoint. Le parti détient la balance du pouvoir aux communes et contribue à la chute du gouvernement minoritaire progressiste-conservateur de John Diefenbaker. Toutefois, dans l'élection fédérale de 1963, les créditistes sont réduits à 24 sièges.
Caouette voulut le bilinguisme à la Chambre des communes et remporta une victoire symbolique lorsqu'il obtient de la caféteria du Parlement qu'il imprime ses menus dans les deux langues ; il réussit également à faire traduire en français le règlement de la Chambre des communes. En ce sens, il anticipe la politique de bilinguisme officiel, introduite plus tard par Pierre Trudeau.
Caouette estime que puisque le parti est le plus fort au Québec, il est en droit d'être chef du parti à la place de Thompson. De plus, Caouette et ses disciples adhèrent toujours à la théorie monétaire du crédit social de C. H. Douglas, mais Thompson et le Parti Crédit social de l'Alberta avaient abandonné la théorie. Thompson refusa de céder sa place ; Caouette claqua la porte du parti, emportant avec lui toute l'aile québécoise du parti pour fonder le Ralliement des créditistes en 1963.
Dans l'élection de 1965, le Ralliement des créditistes remporte neuf sièges, et le Crédit social dirigé par Thompson n'en remporte que cinq. Dans l'élection de 1968, le parti de Caouette remporte 14 sièges ; celui de Thompson n'en remporte aucun.
Lors de l'élection de 1972, les deux partis sont ressoudés en un seul, sous la direction de Caouette ; le parti remporte 15 sièges. Le parti continua de présenter des candidats dans les autres provinces sans jamais faire élire de député à l'extérieur du Québec. Dans l'élection de 1974, le parti remporte 11 sièges.
Après son décès, le mouvement créditiste au Québec et au niveau fédéral amorce un déclin dont il ne se remettra jamais. Le parti ne remporte que six sièges sous la direction de Fabien Roy lors de l'élection de 1979 et aucun dans l'élection de 1980 ou dans les élections subséquentes. Le parti cessa d'exister en 1993.
Tout au long de sa carrière politique, Caouette fut reconnu pour ses commentaires controversés et intempérés. Peu après la Seconde Guerre mondiale, Caouette affirma que ses théories économiques sont les mêmes que ceux du gouvernement italien discrédité de Benito Mussolini. Durant la Crise d'Octobre de 1970, il déclara que les leaders du Front de libération du Québec devraient être exécutés au peloton. Ces déclarations eurent une résonance chez les partisans créditistes plus radicaux, mais ils servirent à amoindrir la popularité du parti auprès de la masse des électeurs.

## Archives
Un fonds d'archives de Réal Caouette est conservé au centre d'archives de Rouyn de Bibliothèque et Archives nationales du Québec. Il y a aussi un fonds d'archives Réal Caouette à Bibliothèque et Archives Canada. Le numéro de référence archivistique est R7439. 